# Рабад
Рабад (араб. — передмістя, також рабат) — околиця, торгово-промислове передмістя в середньовічних (VII—VIII століття) містах Середньої Азії та Південного Казахстану, Ірану, Афганістану. У класичній тричастинній схемі середньовічного міста (цитадель / шахрістан / рабад) рабад примикав до укріпленої частини міста — шахристану. Пізніше навколо рабада споруджувалися фортечні стіни та рови; іноді рабадом називають загальну міську стіну передмість та шахристана. У IX—XII століттях рабад був центром економічного та політичного життя середньовічного мусульманського міста.